# Carlo Leopoldo Grevenbroeck

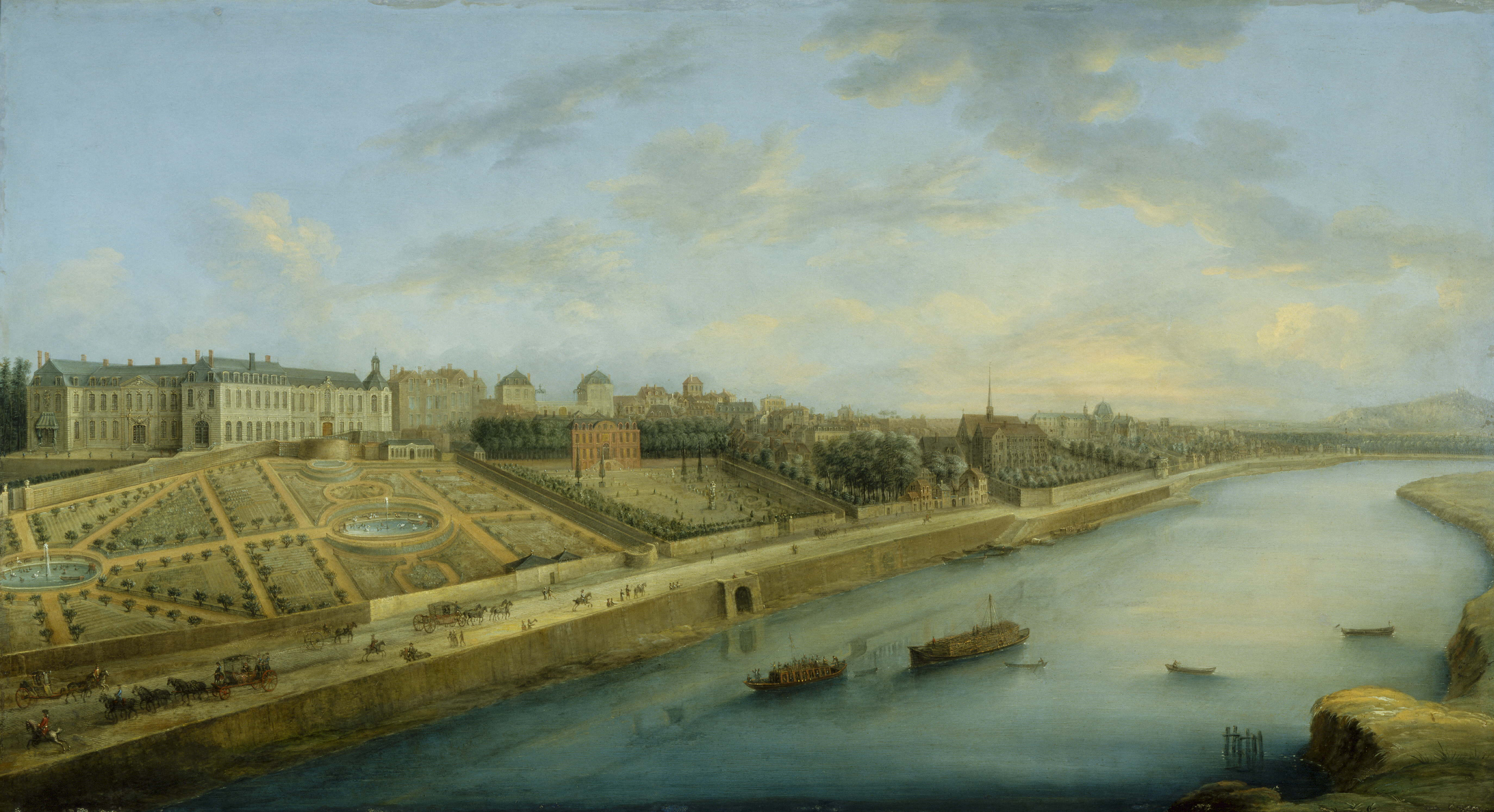
Grevenbroeck - Passy et Chaillot vus de Grenelle

Carlo Leopoldo Grevenbroeck, o Charles-Léopold de Grevenbroeck (Milano, fine XVII° secolo – Napoli, post 1757), è stato un pittore italiano di origini olandesi.

## Biografia
Carlo Leopoldo nacque in una famiglia di artisti: sia il padre Giovanni, sia i fratelli Orazio e Alessandro erano pittori paesaggisti.
In assenza di un dato anagrafico certo sia lo Zani (1822) come anche Thieme-Becker (1922) e Bodkin (1934) presumevano che Carlo Leopoldo fosse figlio di Orazio; di altro avviso era Baudi di Vesme (1966), che lo riteneva figlio di Giovanni o Jan detto il Solfarolo. Tale ultima indicazione è stata definitivamente confermata dalla critica più recente (Cifani-Monetti e Dassie) sulla base del rinvenimento di una serie di documenti conservati presso l’Archivio di Stato di Torino.  In un atto civile del 1745 Carlo Leopoldo viene specificato del fù Illustrissimo Signor Conte del Ponte Barone di Grevembrok oriondo Olandese della Città di Millano. In un altro documento del 1747 si legge: Ill.mo Signor Barone Carlo Leopoldo De Grevenbroch nativo della città di Milano, figlio del fù Ill.mo Barone Giovanni de Consigniori di Guliers nelle Fiandre. Nel 1750 il pittore viene detto del fù Ill. Sig. Gio. nativo di Rotterdam.
Di nascita milanese, Carlo Leopoldo, dopo il matrimonio contratto a Torino (30 novembre 1715), si stabilisce in pianta stabile nella città Sabauda, dove si distingue nel genere delle battaglie. Si segnalano pagamenti contabili per piccole composizioni realizzate per il Principe di Carignano (1717-1720).
Dal 1728 al 1745 il pittore è operoso a Parigi come paesaggista e vedutista.
Al 1732 risale l’atto della sua aggregazione all’Académie Royale de Peinture et Sculpture.
Nel 1734 giunge la commissione di maggior pregio finora occorsa all’artista. Si trattava di una piccola composizione su rame presentata alla corona di Francia: Evacuation du Château de Milan. Agli stessi anni risale un’ulteriore commissione inerente ad un ciclo composto da quattro soprapporta da collocare nella stanza di Luigi XV presso Château de la Muette. Le opere furono presentate al Salon nel 1738.
Una nuova consacrazione artistica come vedutista a servizio della Corte di Versailles giunge attraverso l’incarico di dipingere una suite di quattro grandi prospettive di Parigi, da considerarsi tra le opere più emblematiche e rilevanti fra tutte quelle confezionate in vita dal pittore. Le opere furono presentate al Salon nel 1741.
La parentesi francese vede Carlo Leopoldo affermarsi entro l’entourage di corte e presso il milieu parigino; i suoi esemplari vengono infatti registrati presso le raccolte d’arte più celebri del tempo, come nel caso della quadreria appartenuta a Jacques-François Léonor Goyon, Duc de Valentinois (Torigni-sur-Vire, 1689 - Parigi, 1751) presso l’Hôtel Matignon, dove viene annoverato anche il dipinto rappresentante Passy et Chaillot vus de Grenelle, confluito ai giorni nostri al Carnavalet di Parigi.
Gli eventi successivi inquadrano il pittore nuovamente a Torino; si segnalano ulteriori contatti con la corte piemontese; il 29 marzo 1745 è disposto un pagamento al pittore per un piccolo quadro, indi succedono altre due registrazioni contabili: la prima (19 giugno) per una Scena di assedio, la seconda (1748) relativa ad un dipinto su rame rappresentante una Veduta di Parigi.
Dal 1750 Carlo Leopoldo è attivo a Napoli come vedutista. A rimarcare l’adesione al contesto partenopeo soccorrono due esemplari firmati e datati al 1757. Questo dato costituisce l’ultima traccia in vita dell’artista, che, secondo le informazioni arrivate al Mariette, sarebbe andato a concludere il proprio percorso umano nel 1758 o nel corso dell’anno successivo.

## Contesto artistico, temi e stile
Il pittore, consegnato alla storia in virtù dei suoi paesaggi, scene portuali, vedute di Parigi e Napoli, vede rivolgersi, poco più che ventenne, all’entourage di Casa Savoia. In quel contesto si dispone verso la produzione di battaglie, distinguendosi come un esecutore diligente e meticoloso, intento a trasferire sul supporto pittorico scene desunte dal repertorio grafico innestato a celebrare le vicende e le gesta militari sei-settecentesche riguardanti per lo più la corte sabauda e francese.
La produzione di Carlo Leopoldo si ispira alla tradizione paesaggistica neerlandese tardo secentesca, aprendo i suoi interessi al primo vedutismo settecentesco.
Le marine e i paesaggi sono pervasi di ingredienti e leitmotiv derivati dalla scuola familiare, dalla quale apprende una tecnica estremamente puntuale nella resa dei dettagli.
Il confronto con le omologhe marine del più anziano fratello Orazio, rispetto al quale il Nostro sembra molto ispirarsi sul piano della struttura compositiva, pur divergendo su quello formale, permettono di evidenziare le peculiarità salienti del suo stile; quest’ultimo appare contraddistinto da una sensibilità di tocco raffinata, che utilizza una scrittura fitta e sottile ed una gamma cromatica pervasa di tonalità azzurrognole fredde intrise di luminosità rosate per il cielo, che divengono ocra arancio nei primi piani per il terriccio e le rocce; il tenore delle variabili morfologiche del paesaggio, condizionate dalla sua lunga permanenza transalpina, presentano caratteristiche vicine alla facies del Nord della Francia.
Alla luce di tali premesse il riscontro di interesse riservato dalla corte parigina al maestro di scuola olandese non poté che essere positivo; il suo fare ordinato, anche se a tratti sin troppo schietto, e l’abilità nell’articolare le scenografie costituivano la migliore credenziale per innestarsi in un genere pittorico, quello della veduta, dove la volontà didascalica ed analitica rappresentava la ragion d’essere della stessa opera. Si può aggiungere che la sua affermazione come vedutista sarebbe anche stata agevolata dalla quasi assenza nel contesto francese in quel frangente temporale (anni Trenta e Quaranta del Settecento) di personalità artistiche in grado di confrontarsi rispetto a questa determinata branca compositiva, avendo conosciuto a Parigi solo una diffusione sporadica, ma che, come dimostreranno gli esiti delle scelte di gusto successive, non avrebbe lasciato indifferente un seguito di amateurs del tutto interessato.

## Opere
- Un pendant  rappresentante due Marine, olio su rame, 20 x 32 cm ciascuno, Angers, Musée d'Angers.
- Paesaggio montuoso e Paesaggio montuoso con fiume, firmati e datati: Carolus Leopoldus Greuenbroeck F. A.D. 1731 à Paris, Olio su rame, 27,5 x 42,5 cm ciascuno, Nancy, Musée des Beaux-Arts (1793), inv. nn. 205, 206.
- Vue du château de la Muette avec l'arrivée du roi, Parigi, Musée Carnavalet.
- Les Invalides, vus du Cours-la-Reine, Parigi, Musée Carnavalet.
- L'Ile Seguin, le pont de Sèvres et Saint-Cloud, Parigi, Musée Carnavalet.
- Vue du Château-Vieux et de la terrasse de Meudon, Parigi, Musée Carnavalet.
- Vue cavalière de Paris, prise au-dessus de Belleville, signé à gauche sur une pierre: De Grevenbroeck F.A.D. 1741, Parigi, Musée Carnavalet.
- La maison d'Etioles à M. Le Normant de Tournehem, Musée du Domaine Départemental de Sceaux.
- Passy et Chaillot vus de Grenelle,olio su rame, 68 x 124 cm, Parigi, Musée Carnavalet,
- Vue cavalière de Paris, prise au-dessus des Champs-Elysées, Parigi, Musée Carnavalet.
- Vue cavalière de Paris prise au-dessus du pont Royal, vers la Cité, Parigi, Musée Carnavalet.
- Vue de Paris prise de l'Arsenal vers Tournelle, firmata: Grevenbroeck pinx, olio su tela, 97 x 159 cm, Parigi, Musée Carnavalet.
- Veduta con London Bridge, olio su rame, 22.86 x 33 cm, Chichester, Goodwood House.
- Veduta di Parigi con Pont Neuf, olio su rame, 22.86 x 33 cm, Chichester, Goodwood House.
- Fortress by the sea, Stockholm, Nationalmuseum, olio su rame, 19 x 32 cm.
- Un pendant rappresentante una Veduta del molo di Napoli con la lanterna e una Veduta di Napoli da oriente, olio su rame, 32 x 60 cm ciascuno, Napoli, Palazzo Reale.
- Napoli dalla Marinella e Napoli da Posillipo, Firmati e datati: Greuenbroeck f. 1757, olio su rame, 19 x 43,2 cm ciascuno, Londra, 1973, asta Christie’s.